# Metaspriggina walcotti
La metaspriggina (Metaspriggina walcotti) è un animale marino estinto, probabilmente appartenente ai cordati. Visse nel Cambriano medio (circa 505 milioni di anni fa) e i suoi resti sono stati ritrovati in Canada, nel ben noto giacimento di Burgess Shales.

## Descrizione
Lungo pochi centimetri, questo animale aveva un aspetto vermiforme. Il corpo era dotato di una serie di strutture a forma di V (miomeri) molto simili a quelle dell'odierno anfiosso. I fossili mostrano che il corpo, nella parte posteriore, si allargava in quella che è stata interpretata come una pinna caudale, che circondava l'estremità posteriore. La parte anteriore, invece, era piuttosto complessa e potrebbe essere stata dotata di parti scheletriche. È possibile che vi fossero presenti anche due veri e propri occhi.

## Classificazione
La metaspriggina è stata originariamente descritta come un organismo simile a Spriggina (un rappresentante della fauna di Ediacara), ma studi successivi hanno dimostrato che queste due creature non erano strettamente imparentate fra di loro. Metaspriggina è noto esclusivamente grazie a due esemplari, uno dei quali mostra chiaramente alcune strutture nella parte anteriore del corpo, che fanno pensare che l'animale fosse dotato di una sorta di cranio. La presenza di strutture a forma di V (miomeri) simili a quelle dei moderni anfiossi, inoltre, indica che Metaspriggina era un primitivo cordato, tra i più antichi mai apparsi. Un altro cordato che viveva negli stessi mari era Pikaia.